# Агаронова Олена Герасимівна
Олена Герасимовна Агаронова (нар. 7 [20] вересня 1903, сел. Астара, Бакинська губернія — пом. 7 вересня 1985, Ленінград) — радянська театральна актриса, народна артистка РРФСР.

## Біографія
Олена Герасимовна Агаронова народилася 7 (20) вересня 1903 року в селищі Астара в Бакинської губернії в сім'ї доглядача маяка.
Закінчила історико-філологічний факультет Бакинського університету, потім вчилася на короткострокових театральних курсах при Бакинському робітничому театрі. У 1928 році закінчила Інститут сценічних мистецтв у Петрограді.
В 1928—1930 і в 1932—1935 роках грала в Петербурзькому театрі юних глядачів (тепер Театр юних глядачів імені Брянцева).
У 1930 році в групі з п'яти добровольців-тюгівців (Агаронова, Воронкова, Стратілатов, Мокшанов і Михайлов) поїхала до Новосибірська організовувати Крайовий Західно-Сибірський дитячий театр і в 1930—1932 і 1935—1938 роках працювала в Новосибірському ТЮГу (зараз театр «Глобус»). У 1932—1935 роках — актриса і організаторка обласного Ленінградського ТЮГу.
У 1938—1966 роках була актрисою Новосибірського державного академічного театру «Червоний факел». Під час німецько-радянської війни їздила з театром містами Кузбасу (Новокузнецьк, Прокоп'євськ), відвідувала шахти. У 1943—1966 роки була головою Новосибірського відділення Всеросійського театрального товариства.
З 1966 року була актрисою Великого драматичного театру в Ленінграді.
Померла 7 вересня 1985 року в Ленінграді, поховали на Північному кладовищі Санкт-Петербурга поряд з чоловіком Миколою Михайловим.

### Родина
- Чоловік — актор Микола Федорович Михайлов (1902—1969), народний артист РРФСР.

## Нагороди та премії
- Заслужена артистка РРФСР (16.05.1945).
- Народна артистка РРФСР (14.08.1957).

## Роботи в театрі

### Новосибірський ТЮГ
- «Гвинтівка № 492116» Олександра Крона — Ірод
- «Синій птах» Метерлінка — фея Бірілюна
- «Дубровський» інсценування Олександра Пушкіна — Маша

### Ленінградський ТЮГ
- «Тимошкін рудник» Макарьєва — Алейка
- «Серьожа Стрільцов» Любимової

### «Червоний факел»
- «Вороги» Горького — Надя
- «Таня» Арбузова — Таня
- «Машенька» Афіногенова — Машенька
- «Євгенія Гранде» О. Бальзака — Євгенія Гранде
- «Приборкання норовливої» Вільяма Шекспіра — Катаріна
- «Зустріч у темряві» Кнорре — Варя
- «Анна Кареніна» за Левом Толстим — Анна Кареніна
- «Воскресіння» за Левом Толстим — Катюша Маслова
- «Остання жертва» — Юлія Тугіна
- «Село Степанчиково» за Федором Достоєвським — Тетяна Іванівна
- «Чайка» Антона. Чехова — Аркадіна
- «Гамлет» Вільяма Шекспіра — королева Гертруда
- «Без вини винуваті» Олександра Островського — Кручиніна
- «Вовки і вівці» Олександра Островського — Глафіра
- «Іспанці» Михайла Лермонтова — Ноемі
- «Господиня готелю» — Мірандоліна
- «Не називаючи прізвищ» — Діана
- «Мораль пані Дульської» — Юльясевічева

### Великий драматичний театр
- «Я, бабуся, Іліко та Іларіон» М. В. Думбадзе і Р. Д. Лордкіпанідзе — бабуся
- «Молода господиня Ніскавуорі» X. Вуолійокі — стара господиня Ніскавуорі
- «Кіноповість з одним антрактом» О. М. Володіна — стара жінка

## Фільмографія
1. 1964 — Вороги (короткометражний) —  Софія Марківна
2. 1969 — Смерть Вазір-Мухтара —  княгиня Саломе
3. 1971 — Сторінками улюблених опер —  Графиня («Пікова дама»)
4. 1984 — Вбивці — Гонкурівська премія —  мадам Лоріс